# Bothriochloa bunyensis
Bothriochloa bunyensis är en gräsart som beskrevs av Bryan Kenneth Simon. Bothriochloa bunyensis ingår i släktet Bothriochloa och familjen gräs.
Artens utbredningsområde är Queensland. Inga underarter finns listade i Catalogue of Life.